# 苻氏
苻氏（ふし）は、中国の古代より、略陽郡臨渭県（現在の甘粛省天水市秦安県の東南）附近に居住していた、五胡の一つである氐族の部族の一酋長で、後に独立して中国において前秦を建国した一族である。

## 沿革
史書に見える伝説では、元来が氐族の一族長であったが、その家中の池の中に蒲で、竹の如く節のある長さ5丈の蒲が生えていたので、族人が蒲家と呼び、それを姓として初め蒲氏を名乗ったという。それが、350年に見られた讖文「草付応王」に基づいて、苻氏に改姓した、とされている。
しかし、実際には、魏や西晋の頃に、既に苻姓を名乗る氐族が見られるので、遅くとも三国時代には氐族中に苻氏を名乗る家系が存在していたものと考えられる。
また、『魏略』「西戎伝」の記述によれば、氐中に王侯が存在し、中原の朝廷より封を受け、各々が漢民族風の姓を有しており、中国語も理解できた、と記されている。よって、この時代には既に相当、漢文化が浸透していたと思われる。
やがて、永嘉の乱より以降、華北地方が乱れると、苻洪が氐族中の俊秀英傑を糾合して自立の姿勢を示した。その後、351年に苻健によって前秦が建国された。苻氏の前秦が最盛期を迎えるのは、苻堅の治世であり、ほぼ華北を統一するに至った。しかし、382年の淝水の戦いで東晋に敗れて後、一気に凋落し、394年に6代44年で滅んだ。
その後、北朝や隋唐代に出仕した苻氏の一族も見ることが出来る。

## 人物
- 苻洪
- 苻健
- 苻堅